# Sony Music Publishing
Sony Music Publishing is een van de grootste muziekuitgeverijen ter wereld, verantwoordelijk voor beheer en exploitatie van vele tienduizenden pop- en rockliedjes, tv- en filmsoundtracks en andere werken. Het bedrijf was tot maart 2016 voor 50% in handen van de erven Michael Jackson en voor 50% van Sony, maar de erven hebben hun deel inmiddels overgedaan aan Sony. De uitgeverij is onder meer eigenaar van de liedjescatalogus van The Beatles.

## Oorsprong
ATV Music Publishing ontstond in 1957 in Groot-Brittannië, nadat de commerciële tv-zender ATV (Associated Television) de Britse platenmaatschappij Pye Records had overgenomen. De muziekrechten van Pye werden daarbij ondergebracht in een aparte muziekuitgeverij, ATV Music Publishing, waar ook de rechten werden beheerd van de muziek die in ATV-programma's werd gebruikt.
ATV Music Publishing en z'n eigenaar Lew Grade deden uitstekende zaken in de jaren 60, dankzij het grote succes van Pye-artiesten als The Kinks, The Searchers en The Moody Blues. De grote klapper werd in 1968 gemaakt toen het bedrijf de catalogus van Northern Songs Ltd. overnam, de uitgeverij van alle liedjes van The Beatles. Hoewel John Lennon en Paul McCartney tegen deze overname waren, hadden ze hier geen invloed op. Northern Songs Ltd. was namelijk eigendom van Beatles-manager Brian Epstein en muziekuitgever Dick James.
Ondanks deze successen ging het in de jaren 70 en 80 minder goed met ATV Music Publishing, onder meer vanwege het verdwijnen van zowel Pye Records als van de tv-zender ATV. Zelfs de catalogus van The Beatles bracht niet genoeg geld op, waardoor Lew Grade in 1981 het bedrijf noodgedwongen in de verkoop zette. Voor een relatief bescheiden bedrag werd ATV Music Publishing in 1982 gekocht door de Australische media-tycoon Robert Holmes à Court, destijds onder meer eigenaar van de Londense krant The Times. Het was Holmes à Court echter te doen om de meer winstgevende onderdelen van ATV's moederbedrijf zodat hij de muziekuitgeverij alweer snel in de verkoop deed.

## Overname door Michael Jackson
Omdat de liedjes van The Beatles een belangrijk deel van de ATV-catalogus vormden, ging al snel het gerucht dat Paul McCartney interesse had getoond ervoor. In 1990 vertelde Paul tijdens een persconferentie dat dat inderdaad het geval was geweest; al in 1981 had hij de catalogus kunnen kopen voor 20 miljoen pond. Hij had Yoko Ono, de weduwe van John Lennon, voorgesteld om elk tien miljoen op tafel te leggen, zodat de catalogus in de handen van beiden zou komen. Volgens McCartney ging die deal niet door, omdat Ono er niet meer dan vijf miljoen pond voor wilde bieden. Een gezamenlijk bod kwam er dus niet, en McCartney wilde naar eigen zeggen de liedjes niet in z'n eentje opkopen omdat hij daardoor beschuldigd zou kunnen worden van "hebberigheid door ook Lennon's deel van de liedjes te willen bezitten". ATV Music Publishing bleef daardoor in de etalage staan.
De overname kwam niet lang daarna uit onverwachte hoek: Michael Jackson, destijds goed bevriend met Paul McCartney, deed in 1984 een bod op de complete catalogus van ATV Music Publishing en na lang onderhandelen kocht hij het bedrijf in 1985 uiteindelijk voor $47,5 mln. Ironisch genoeg was het Paul McCartney zelf geweest die Michael's interesse voor music publishing had gewekt. Tijdens de opnamesessies van de hit Say Say Say in 1983 had McCartney tegen Jackson gezegd dat hij met publishing veel geld kon verdienen, ook als zijn platenverkoop zou stilvallen. Door het enorme succes van het album Thriller had Jackson de middelen om een dergelijke grote investering te doen. McCartney gaf in 2009, vlak na de dood van Michael, toe dat de deal tussen Michael en ATV Music Publishing voor een verwijdering tussen de twee vrienden had gezorgd. Pas in 2017 bereikten McCartney en Sony/ATV overeenstemming over het gezamenlijk beheer van de Beatles-catalogus.
Fans van The Beatles waren bang dat Jackson de rechten van de band niet goed zou behandelen. De zanger verklaarde niet lang na de aankoop dat hij voor het eerst de liedjes van Lennon & McCartney zou laten gebruiken in commercials, iets wat de vorige eigenaren van ATV Music Publishing nooit hadden gedaan. Beatles-liedjes werden in de jaren daarna gebruikt in onder meer commercials van Nike. Jackson licenseerde de catalogus ook voor onder meer filmsoundtracks en computergames.

## Fusie met Sony
Eind jaren 80 begon het Japanse electronicabedrijf Sony onderhandelingen met platenmaatschappij CBS voor een complete overname. Die werd rond 1990 beklonken, waarna de naam van CBS werd veranderd in Sony Music Entertainment. De deal werd getekend in Tokyo tijdens een concert van Michael Jackson, die sinds de jaren 70 bij CBS onder contract had gestaan. De directie van Sony had gezien hoe succesvol Jackson was geweest bij het verkrijgen van de rechten van de Beatles-catalogus en wilde graag zaken doen met de zanger. Na een jaar onderhandelen kocht Sony in 1995 de helft van de aandelen in ATV Music Publishing voor $97 mln. De naam van het bedrijf werd voortaan Sony/ATV Music Publishing.
Na het overlijden van Michael Jackson in 2009 ging zijn aandeel in het bedrijf van 50% naar zijn erven (zijn familie).

## Groei
De catalogus van Sony/ATV Music Publishing groeide snel door verschillende overnames van andere muziekuitgeverijen. Zo kocht het bedrijf in 2002 de uitgever Acuff-Rose voor $157 mln. Deze uitgever was in de VS van oudsher de grootste op het gebied van country muziek. Door deze overname beheerde Sony/ATV in één klap 55.000 countryliedjes van onder meer Roy Orbison, Everly Brothers en Hank Williams.
In 2007 werd Famous Music overgenomen voor $370 mln. Dit bedrijf, in 1928 opgericht door filmmaatschappij Paramount Pictures, beheerde de rechten van onder meer Eminem, Collective Soul, Björk, Shakira en Akon.
Door deze overnames en door eigen contracten met artiesten en componisten is Sony/ATV Music Publishing een van de grootste muziekuitgeverijen ter wereld, met een waarde die geschat wordt op ruim $1 mld. De catalogus beslaat vele tienduizenden liedjes.

## Overnames
Eind 2011 werd bekend dat een consortium met daarin Sony/ATV concurrent EMI Music Publishing wilde overnemen voor ruim $2 mld. Sony/ATV maakte voor ongeveer 40% deel uit van het consortium. De Europese Commissie oordeelde in april 2012 dat door de overname een te groot bedrijf zou ontstaan dat slecht zou zijn voor de concurrentiepositie van andere spelers in de markt. Daardoor werden Sony/ATV en EMI verplicht enkele onderdelen af te stoten, met name in Groot-Brittannië. Met dat proces is in de tweede helft van 2012 begonnen. Zo zijn de Britse tak van Famous Music en Virgin Music in de verkoop gegaan. Deze bedrijven vertegenwoordigen veel Britse muziek uit de jaren 80 van onder meer Culture Club en Human League. BMG Rights Management verwierf de Famous Music UK en Virgin muziekuitgevers in december 2012.
In de loop van 2015 verschenen de eerste geruchten dat de erven Michael Jackson hun 50%-aandeel in het bedrijf wilden overdoen aan Sony. Na maanden van onderhandelen werd deze deal op 15 maart 2016 officieel bekendgemaakt. Sony betaalde de ervan Michael Jackson zo'n 750 miljoen dollar voor de aandelen, terwijl Michael in 1985 zo'n 47,5 miljoen had betaald voor het toenmalige ATV Music. Uitgesloten van de verkoop waren Michael Jacksons eigen muziekuitgeverij Mijac Music en de opnamen van Michaels nummers.
In het voorjaar van 2018 werd bekend dat moederbedrijf Sony een meerderheidsbelang in het consortium wilde nemen dat EMI Music Publishing had gekocht, waardoor het bedrijf definitief eigenaar (voor zo'n 90%) werd van EMI.
De naam van het bedrijf bleef bij al deze veranderingen Sony/ATV Music Publishing.

## Nederland
De uitgeverij is al jaren in Nederland vertegenwoordigd, waarbij het Nederland, België en Luxemburg als werkgebied heeft. Het hoofdkantoor van Sony/ATV Music Publishing (Holland) BV bevindt zich aan het Damrak in Amsterdam.

## Verwijzingen
1. ↑  Transcript persconferentie Paul McCartney in 1990 (Engels)
2. ↑  Artikel in The Los Angeles Times, september 1985
3. ↑  YouTube video uit David Letterman; scroll naar 03:25"
4. ↑  NOS, 30 juni 2017
5. ↑  BBC News, november 2011
6. ↑  http://www.musicweek.com/news/read/bmg-concludes-virgin-and-famous-uk-songs-deal/054723
7. ↑  Music Week, 16 maart 2016
8. ↑  Variety.com, 21 mei 2018